# FN Model 1910
FN Model 1910 — самозарядний пістолет конструкції Джона М.Браунінга, розроблений на заміну пістолета Browning M1900 і випускався бельгійською збройовою компанією Fabrique Nationale d'Armes de Guerre (Національна фабрика військової зброї) в м. Ерсталь.

## Історія
Пістолет був розроблений для бельгійської компанії Fabrique Nationale (FN) і компанії Кольт. Остання не проявила інтересу до цієї моделі, і виробництво зосередилося в Бельгії. Спочатку модель 1910 випускалася під патрон 7,65×17 мм, а з 1912 року і під 9×17 мм.

## Опис
Основна відмінність цього пістолету від попередніх конструкцій Браунінга полягає в компонуванні. Поворотна пружина (вперше в пістолеті, що випускався серійно) розміщена навколо ствола, внаслідок чого значно зменшилися габарити затвора-кожуха і зброї в цілому. Згодом таке рішення, завдяки якому зменшилася кількість деталей і габарити пістолета, було використано у пістолетах інших систем. При цьому недоліком такої схеми є перегрів поворотної пружини при тривалій і швидкісній стрільбі, втрата нею своїх механічних якостей, внаслідок чого може порушитися робота автоматики. Але для кишенькового пістолета, не призначеного для ведення тривалого бою, це несуттєво.
В 1922 році, за замовленням Королівства сербів, хорватів і словенців, був випущений новий варіант моделі 1910 з подовженим стволом і руків'ям, що вміщує магазин більшої місткості, який отримав найменування FN Browning 1922. Його магазин вміщував 9 патронів 7,65×17 мм або 8 патронів 9×17 мм. Модель 1922 р. перебувала на озброєнні в арміях декількох європейських країн.
Обидва варіанти пістолета були дуже поширеними, як цивільна, поліційна та армійська зброя, і були дуже популярними в Європі до кінця Другої світової війни та навіть після неї. Їх виробництво тривало аж до 1983 року в різних варіантах, в тому числі з регульованими прицільними пристосуваннями. В Іспанії, Китаї та інших країнах робилися численні копії й наслідування, що більше або менше відповідають оригіналу.

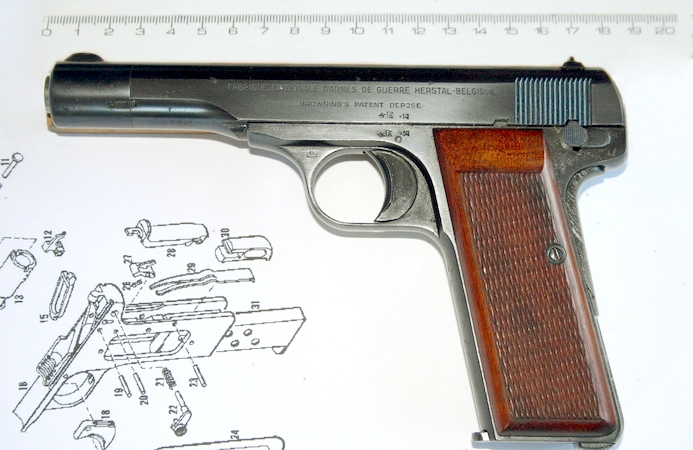
model 1922

## Експлуатація та бойове застосування
- Бельгія — на озброєнні поліції

- Нідерланди — в жовтні 1924 року 7,65-мм пістолет прийнятий на озброєння під назвою Pistool M25 No.1

- Данія
- Королівство Югославія — в лютому 1923 року замовлено 60 тис. 9-мм пістолетів зр. 1910/1922 р., надалі було замовлено додаткову кількість; пістолети, відремонтовані на завод «Kragujevac Arsenal» під час окупації мають дерев'яні накладки на руків'ї.

- Греція — в 1926—1929 рр. закуплено 9980 шт. 9-мм пістолетів зр. 1922 року для армії

- Іспанія — після початку в 1936 році громадянської війни в Іспанії, 200 шт. 9-мм пістолетів «браунінг» зр.1922 р. було закуплено урядом Іспанської республіки[2]

- Третій Рейх — використовувався під час Другої світової війни; трофейні бельгійські 7,65-мм пістолети «браунінг» зр. 1910 року поступали на озброєння під назвою Pistole 621(b); бельгійські 7,65-мм пістолети зр. 1910/1922 року — під назвою Pistole 626 (b); данські 7,65-мм пістолети зр. 1910/1922 року — під назвою Pistole 626 (d); бельгійські 9-мм пістолети зр. 1910/1922 р. — під назвою Pistole 641(b); югославські 9-мм пістолети зр. 1910/1922 р. — під назвою Pistole 641(j)

## Відомі зразки
- Саме з 9-мм пістолета Браунінг М1910 № 19074 в червні 1914 року Гаврило Принцип убив у Сараєві ерцгерцога Фердинанда. Вбивство стало приводом до Першої світової війні. Пістолет № 19074, легально куплений в Белграді разом з трьома іншими такими ж браунінгами для організації «Чорна Рука», зберігається у Віденському військово-історичному музеї.

## FN Model 1910 в масовій культурі

### У кінематографі
- Пригоди Шерлока Холмса і доктора Ватсона: Двадцяте століття починається - використовує німецький шпигун фон Борк.